# Sierra Burgess e o fraieră
Sierra Burgess e o Fraieră este un film de comedie american pentru adolescenți, regizat de Ian Samuels, cu un scenariu de Lindsey Bere. Filmul este o repovestire modernă a operei Cyrano de Bergerac, distribuția fiind alcătuită din Shannon Purser, RJ Cyler, Noah Centineo și Kristine Froseth.
Filmul a fost lansat la 7 septembrie 2018 pe Netflix.

## Intrigă
Cea mai fraieră fată din liceu și cea mai populară se văd nevoite să se alieze în ciuda neînțelegilor dintre ele două, atunci când identitățile lor sunt încurcate.

## Distribuție
- Shannon Purser ca Sierra Burgess
- RJ Cyler ca Dan, cel mai bun prieten al Sierrei
- Noah Centineo ca Jamey, băiatul de care Sierra se îndrăgostește
- Kristine Froseth ca Veronica, o populară majoretă
- Va Peltz ca Spence
- Lea Thompson ca Doamna Burgess, mama Sierrei
- Alan Ruck ca Domnul Burgess, tatăl Sierrei
- Chrissy Metz ca mama Veronicăi
- Alice Lee ca Mackenzie
- Giorgia Whigham
- Mary Pat Gleason
- Joey Morgan ca Topher

## Legături externe
- Sierra Burgess e o fraieră la Internet Movie Database